# غوستاف سليمان
غوستاف سليمان (بالإنجليزية: Gustave Solomon) (و. 1930 – 1996 م) هو رياضياتي، وعالم حاسوب أمريكي، ولد في بروكلين، توفي في بيفرلي هيلز كاليفورنيا، عن عمر يناهز 66 عاماً.

## التعليم
تعلم في معهد ماساتشوستس للتكنولوجيا.